# مرزو (رستاق)
مرزو (بالفارسية: مرزو) هي قرية تقع في إيران في Rostaq Rural District. يقدر عدد سكانها بـ 7 نسمة .